# Hillia parasitica
Hillia parasitica là một loài thực vật có hoa trong họ Thiến thảo. Loài này được Jacq. mô tả khoa học đầu tiên năm 1763.

## Hình ảnh

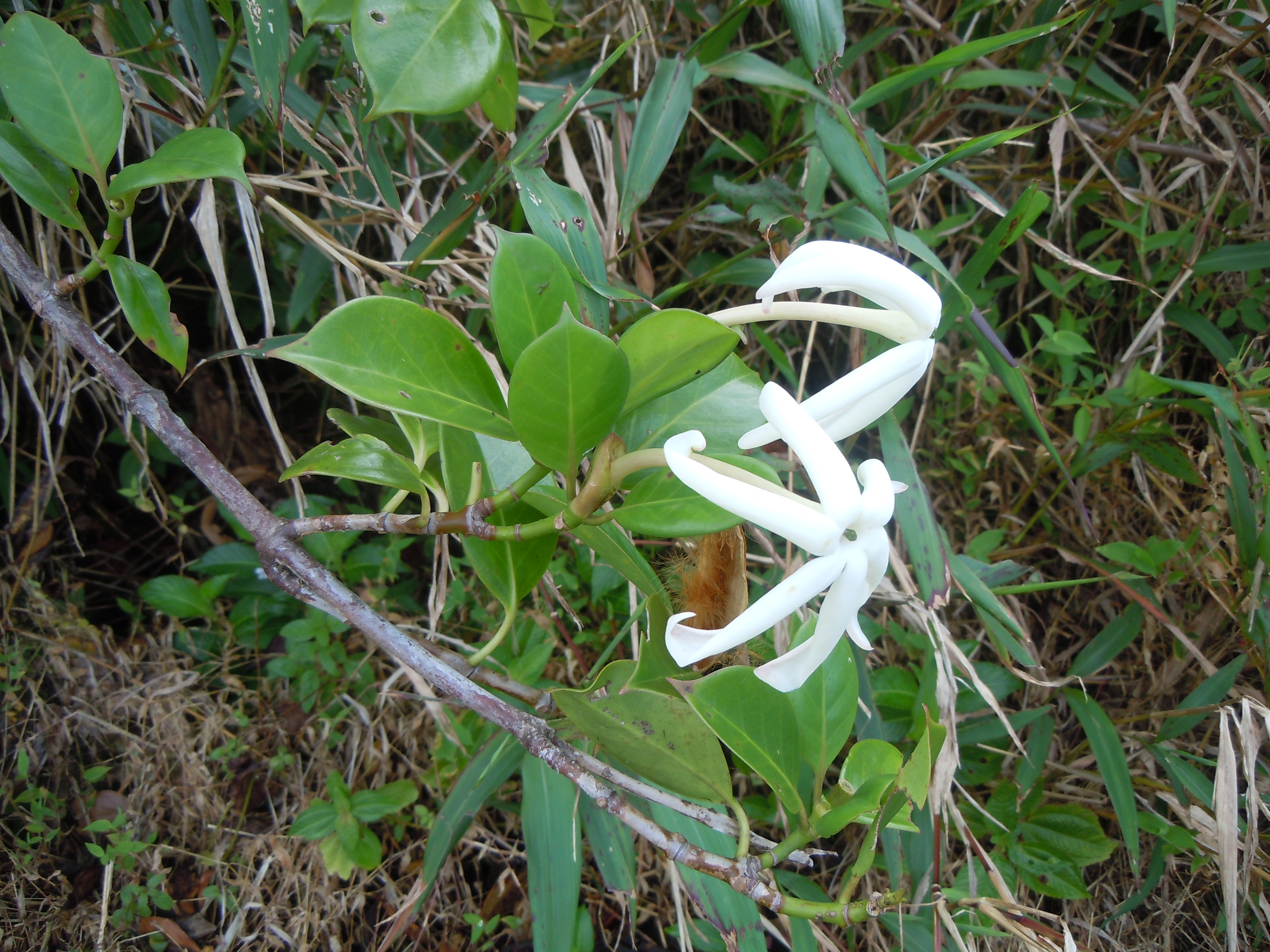